# Grand Balcon
Pour les articles homonymes, voir Balcon (homonymie) et Grand Balcon (Haute-Savoie).
Le Grand Balcon est une voie piétonne sous verrière du 1er arrondissement de Paris, en France.

## Situation et accès
Le Grand Balcon est situé autour de la place Basse (située en contrebas au niveau -3), desservant les portes Rambuteau, Lescot et Berger et la rue Poquelin, au niveau -1 du secteur Forum Central des Halles (Forum des Halles).

## Origine du nom

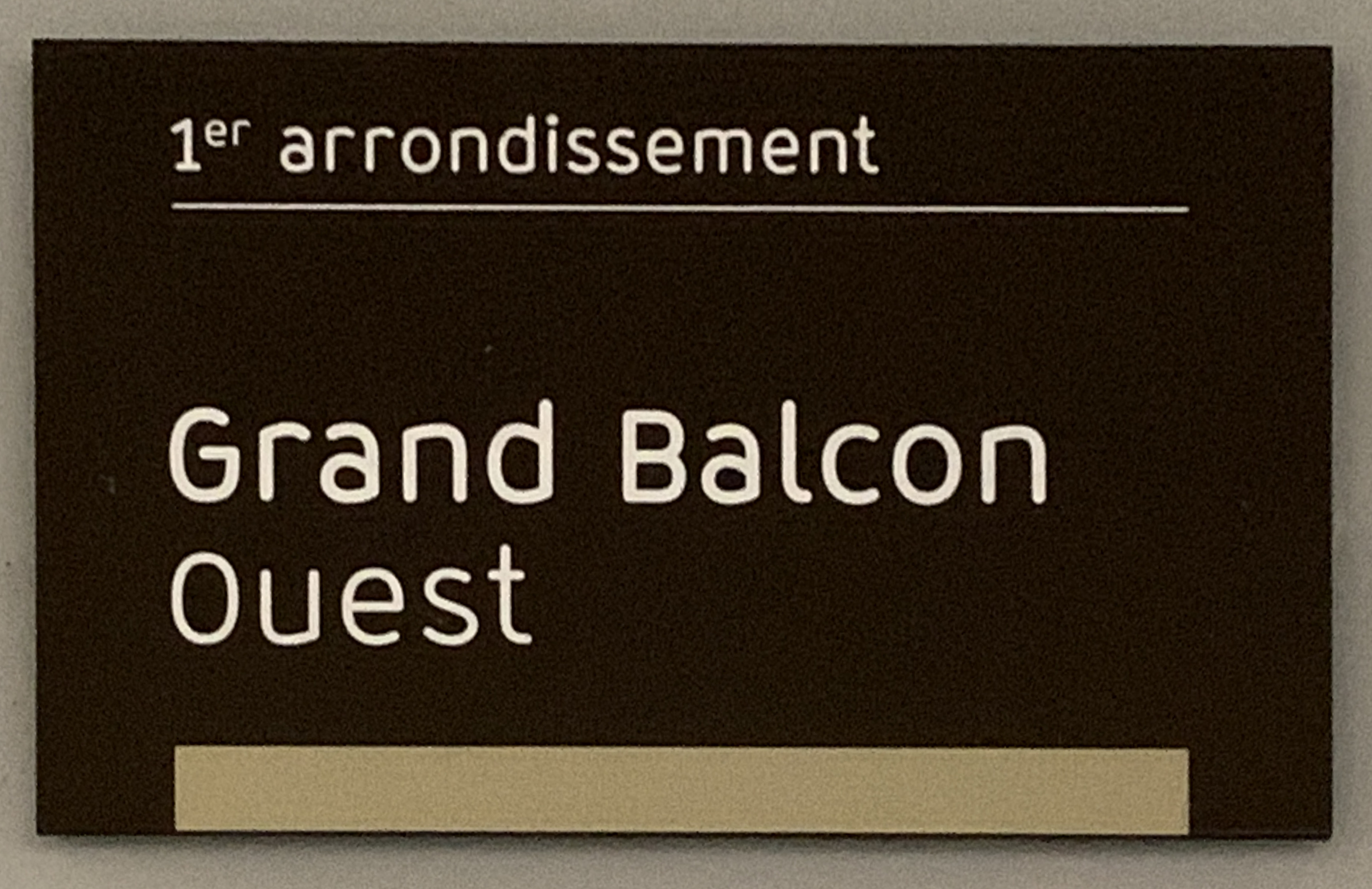
Plaque de la partie ouest de la voie.

## Historique
Cette voie a été créée lors de l’aménagement du secteur Forum Central des Halles (Forum des Halles).
Le Grand Balcon a reçu son nom par arrêté municipal du 18 décembre 1996 ; c'est un balcon couvert faisant le tour de la place Basse.